# Friedrich I. (Bar)
Friedrich I. († 18. Mai 978) aus der Familie der Wigeriche war ein Sohn des Pfalzgrafen von Lothringen Wigerich und der Karolingerin Kunigunde, einer Enkelin Ludwigs des Stammlers. Er war seit ca. 955 Graf von Bar und seit 959 Herzog von Oberlothringen.
939 erstmals bezeugt, führte er bereits 942 den Titel eines Dux Lotharingiae, wobei der lothringische Herzogstitel tatsächlich seinem Halbbruder Otto von Verdun († 944) – beide hatten dieselbe Mutter – verliehen worden war.
In dem Versuch, sich eine eigene Hausmacht zu schaffen, tauschte er mit dem Bischof von Toul Grundbesitz aus, wodurch er die Grafschaft Bar in seine Hand bekam. Er heiratete 954/955 Beatrix († 23. August nach 987), die Tochter des Dux Francorum Hugo der Große (Robertiner) und Hadwigs, der Schwester Hugo Capets; diese Ehe brachte ihm den in Lothringen liegenden Besitz der Abtei Saint-Denis ein, darunter die Abtei Saint-Mihiel, so dass Friedrich nun über einen beträchtlichen Grundbesitz in Lothringen verfügte.
Das Herzogtum Oberlothringen bekam er dann 959 tatsächlich in die Hand, als er von seinem angeheirateten Onkel, dem Liudolfinger Brun, seit 953 Erzbischof von Köln und Amtsinhaber in Lothringen, als dessen Stellvertreter eingesetzt wurde. Bruns Tod 965 änderte an Friedrichs Stellvertreterposition faktisch nichts, da nun Kaiser Otto I. die Oberherrschaft über Lothringen in der Nachfolge seines Bruders behielt.
Kinder von Friedrich und Beatrix waren:
- Heinrich, 965 bezeugt, † vor 978
- Adalbero, 962 bezeugt, † 14. Dezember 1005, 984 Bischof von Verdun, 984 Bischof von Metz, begraben in Metz
- Dietrich I. von Bar, 972 bezeugt, † 11. April 1027/33, 978 Herzog von Oberlothringen, Herr von Amance; ⚭ Richilde